# Heidi Engel
Heidi Engel (* 5. Juni 1968) ist eine ehemalige deutsche Fußballspielerin, die auf der Abwehrposition zum Einsatz kam.

## Karriere

### Verein
Über ihre Vereinskarriere ist nicht viel bekannt. Von 1987 bis 1988 spielte sie für die SSG 09 Bergisch Gladbach.

### Nationalmannschaft
Für die A-Nationalmannschaft kam sie einzig am 20. Juli 1988 in Arco bei der 0:1-Niederlage im Testspiel gegen Italien mit Einwechslung für Doris Fitschen zur zweiten Halbzeit zum Einsatz.